# La Romancière lubrique
Pour plus de détails, voir Fiche technique et Distribution.
La Romancière lubrique est un film pornographique français de Jean Rollin sorti en 1976.

## Synopsis
Une romancière en mal d'inspiration s'installe dans la maison de campagne de son éditeur pour écrire un roman érotique. Avec la complicité des deux domestiques, elle détourne les clients de l'hôtel voisin afin que ceux-ci lui « donnent des idées[évasif] ».

## Fiche technique
- Titre : La Romancière lubrique ou  Douces Pénétrations
- Réalisation : Jean Rollin  sous le pseudonyme de Michel Gentil
- Scénario : Jean-Pierre Bouyxou
- Photographie : Jean-Jacques Renon  sous le pseudonyme de Robert Lapin
- Maquillage : Catherine Castel
- Musique : Didier William Lepauw
- Producteur exécutif : Jean-Paul Bride
- Producteur : Jean Luret, Films du Berry
- Genre : pornographique
- Durée :  75 minutes
- Format : couleur 35 mm
- Pays :  France
- Date de sortie : 7 avril 1976

## Distribution
- Tania Busselier : Martine, la romancière (voix : Nanette Corey)
- Marie-Pierre Castel : une soubrette
- Catherine Castel : une soubrette
- Jocelyne Clairis : Jocelyne
- Éva Khris : Badia
- Éva Quang : Éva
- Martine Grimaud : Sophie
- Charlie Schreiner : Pierre
- John Oury : François
- Jean Clairis : Jean
- Victor Samama : Victor
- François Ghersi : François
- Jean-Pierre Bouyxou : M.Dugenoux, l'éditeur
- Jean-Paul Bride : l'hôtelier
- Jean Rollin : le cuisinier